# Naturschutzgebiet Herkensiefen
Das Naturschutzgebiet Herkensiefen ist ein Naturschutzgebiet zwischen Luisental und Benninghausen in der Stadt Burscheid im Rheinisch-Bergischen Kreis.

## Beschreibung
Es handelt sich um ein kleines Siefental mit buchenreichen Waldbeständen und einem naturnahen Bachverlauf. Das Siefental stellt aufgrund des gut ausgebildeten Biotopkomplexes mit gefährdeten Pflanzengesellschaften, Waldgesellschaften, naturnahen Quellbereichen und Bachstrukturen einen wertvollen Lebensraum dar.

## Schutzziele
Im Einzelnen handelt es sich um folgende Schutzmaßnahmen:
- Erhaltung und Sicherung der naturnahen Quellbereiche und Fließgewässer,
- Sicherung der Funktion als Biotopverbundfläche von herausragender Bedeutung mit Verbindungselementen,
- Schutz, Pflege und Entwicklung der an naturnahe und unverbaute Fließgewässer, naturnahe unverbaute Quellbereiche sowie Feucht- und Nassgrünlandbrachen und naturnahe Waldbestände gebundenen Lebensgemeinschaften sowie Standort angepasster, charakteristischer und seltener Tier- und Pflanzenarten,
- Erhaltung und Schutz der naturnahen Waldbestände mit einzelnen alten asthöhlenreichen Stockausschlagbuchen als Lebensraum insbesondere für an solche Habitate speziell angepasste Tiere.[2]

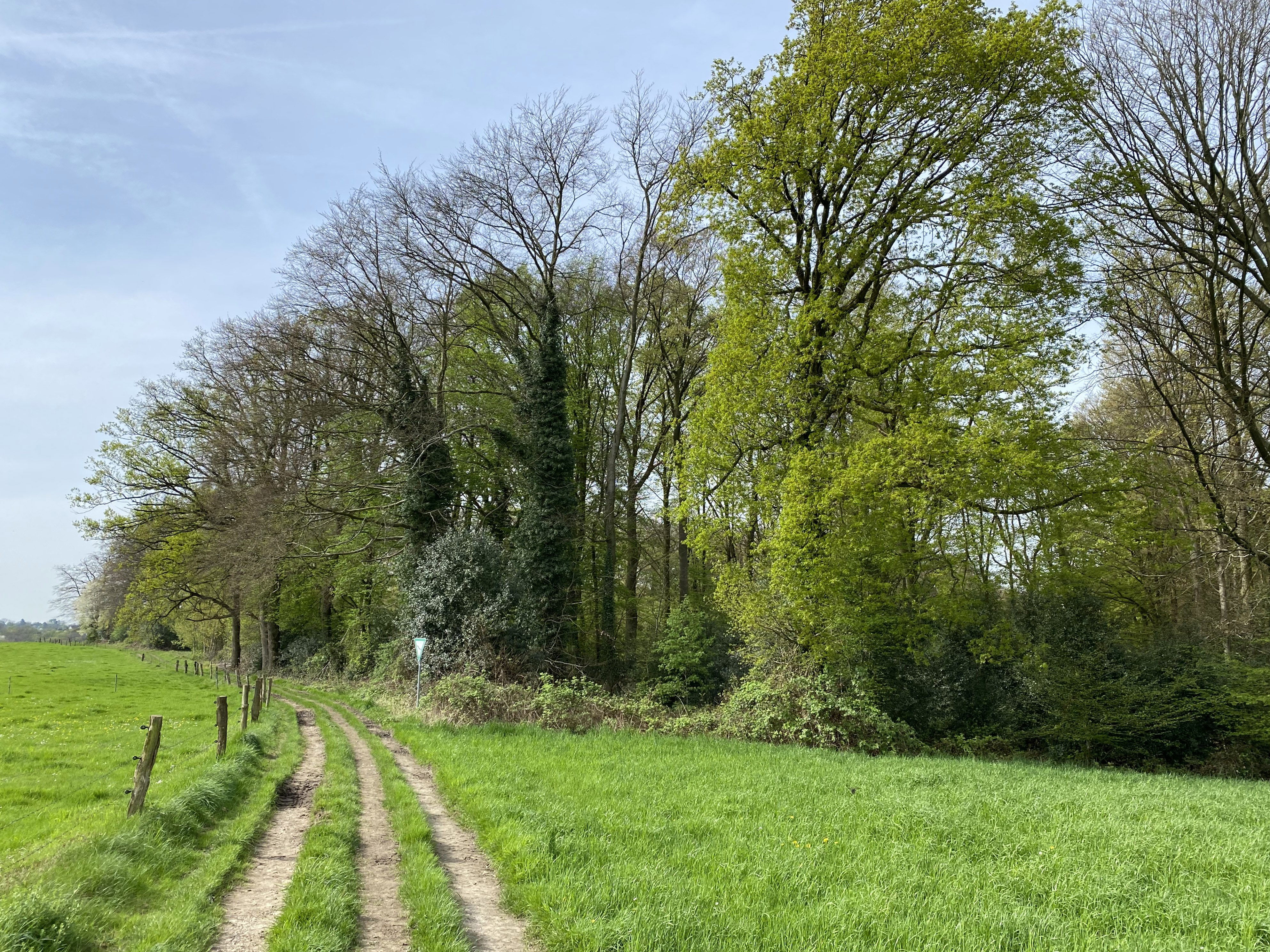
Wanderweg am nördl. Eingang zum NSG
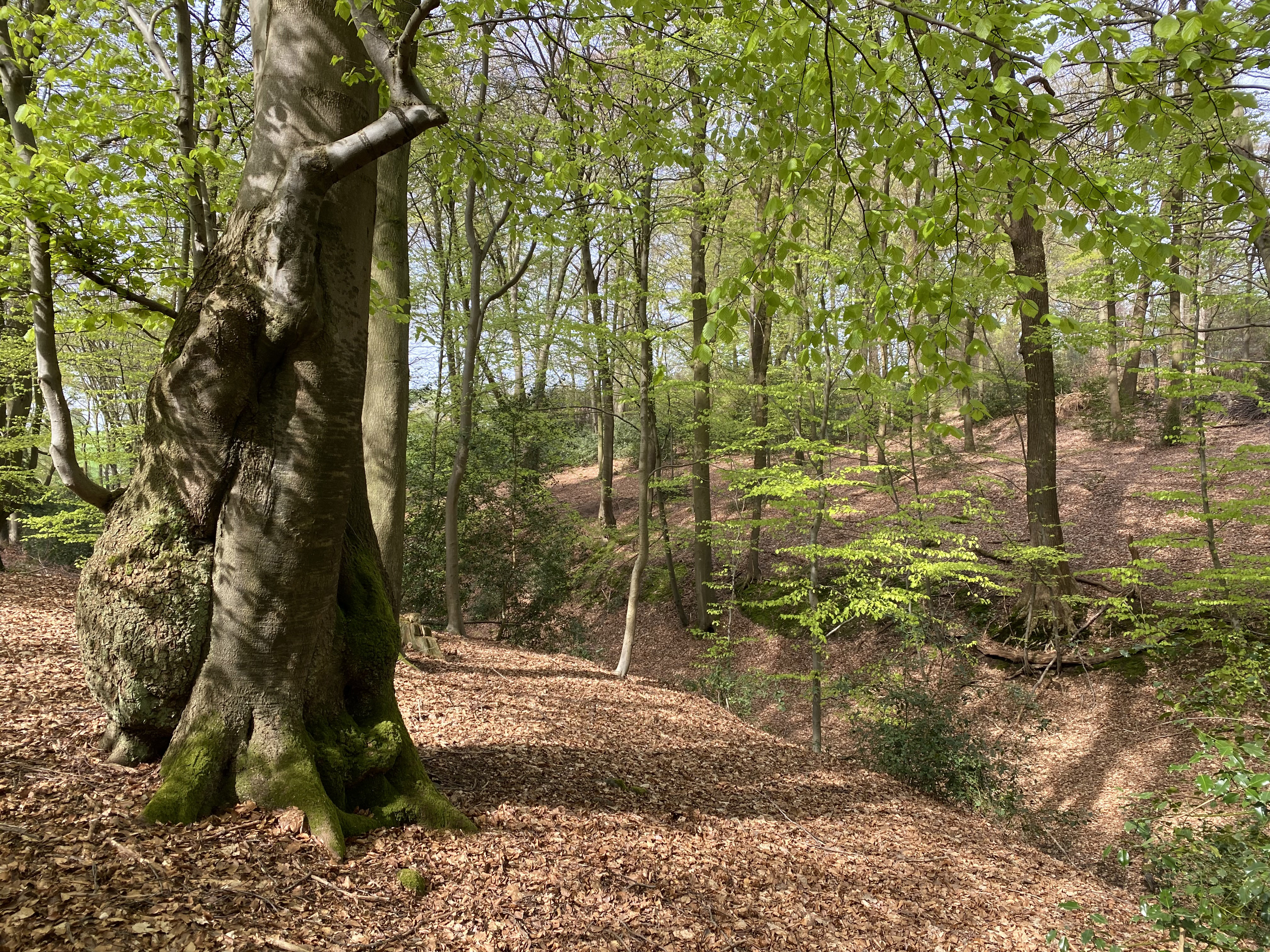
Alte Buche am Kerbtal des Thielenölmühlenbaches
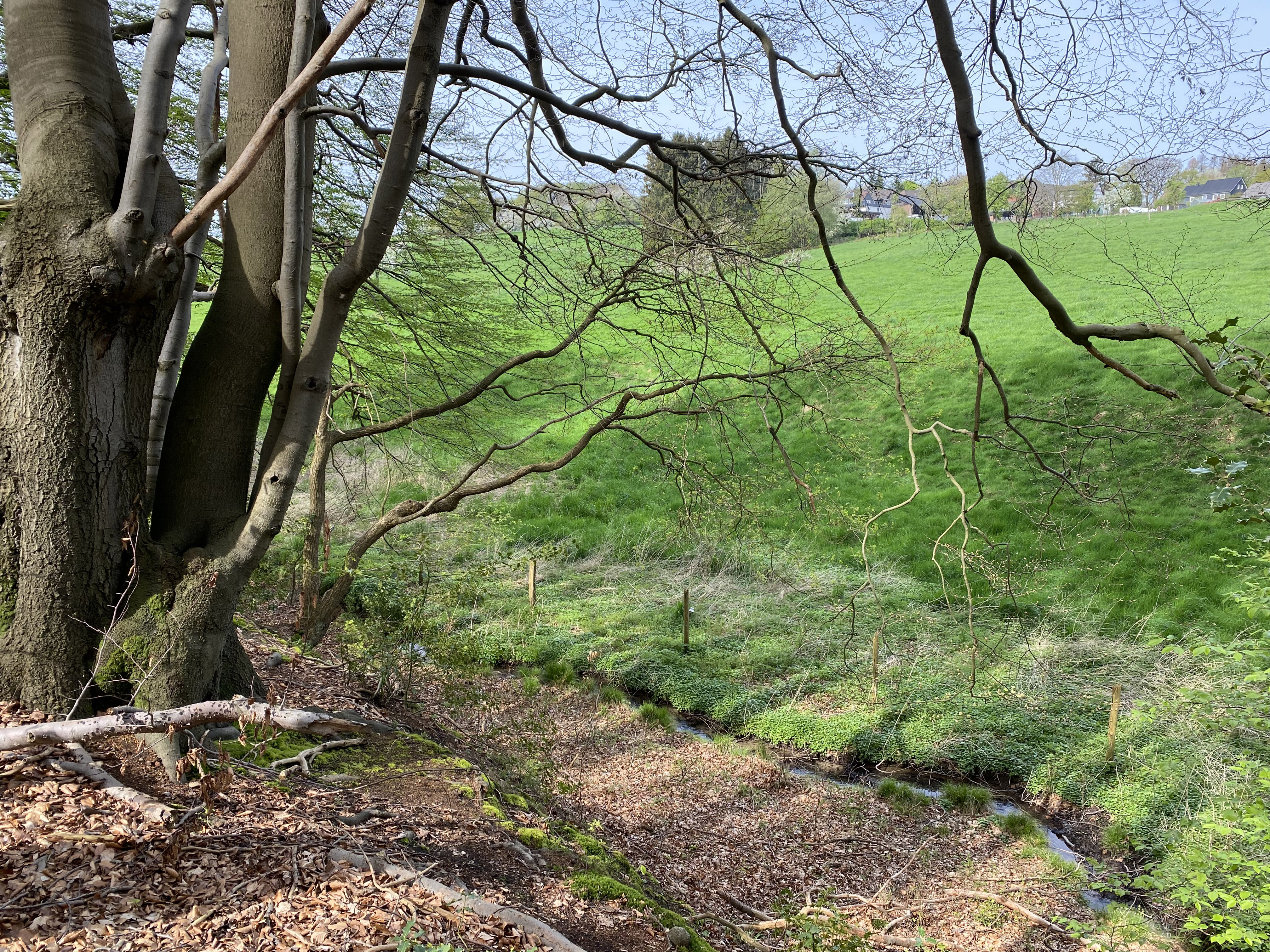
Bach fließt am Rand der Weiden südl. Herkensiefen am Fuße des westl. Waldhanges
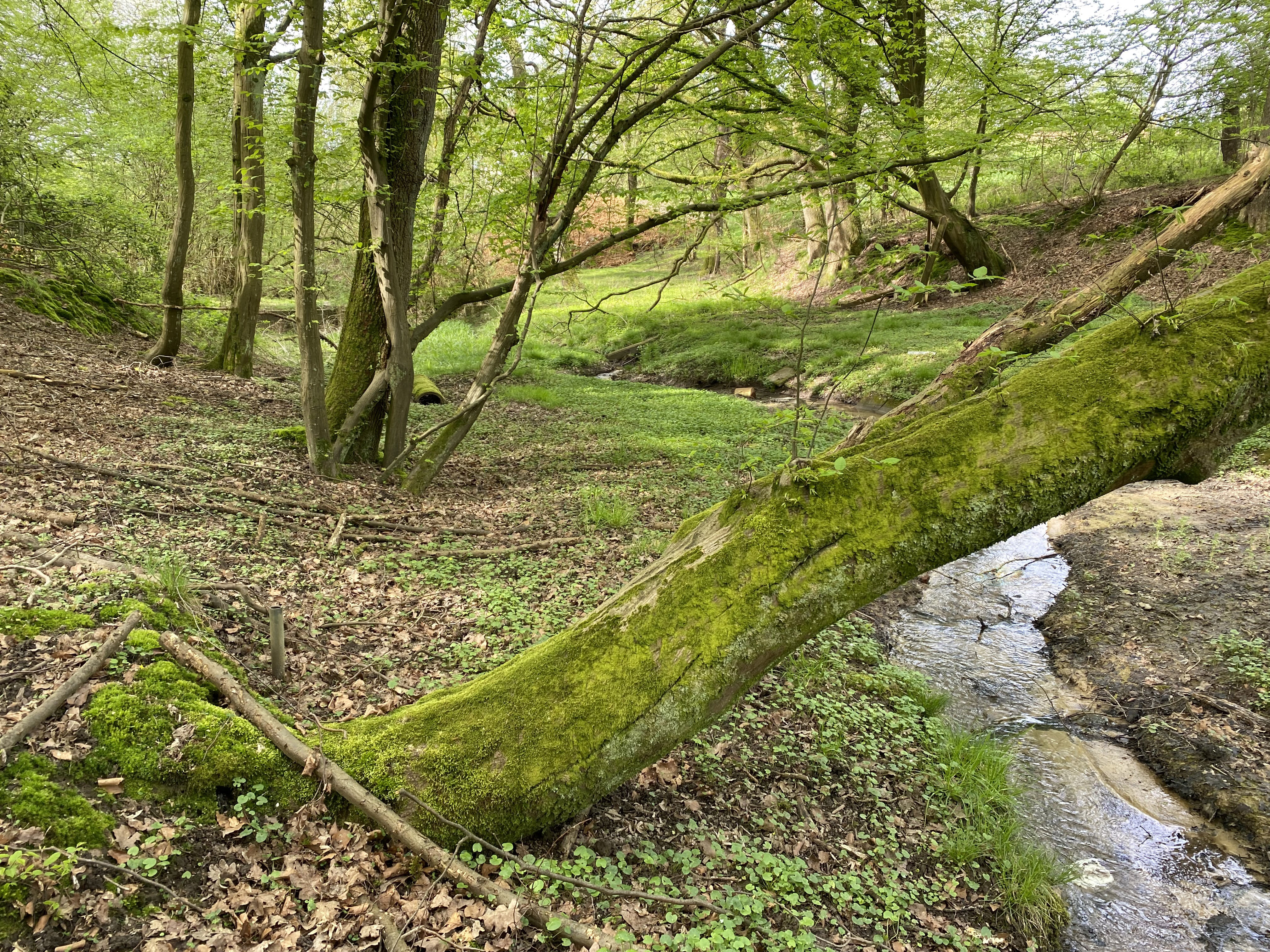
Thielenölmühlenbach
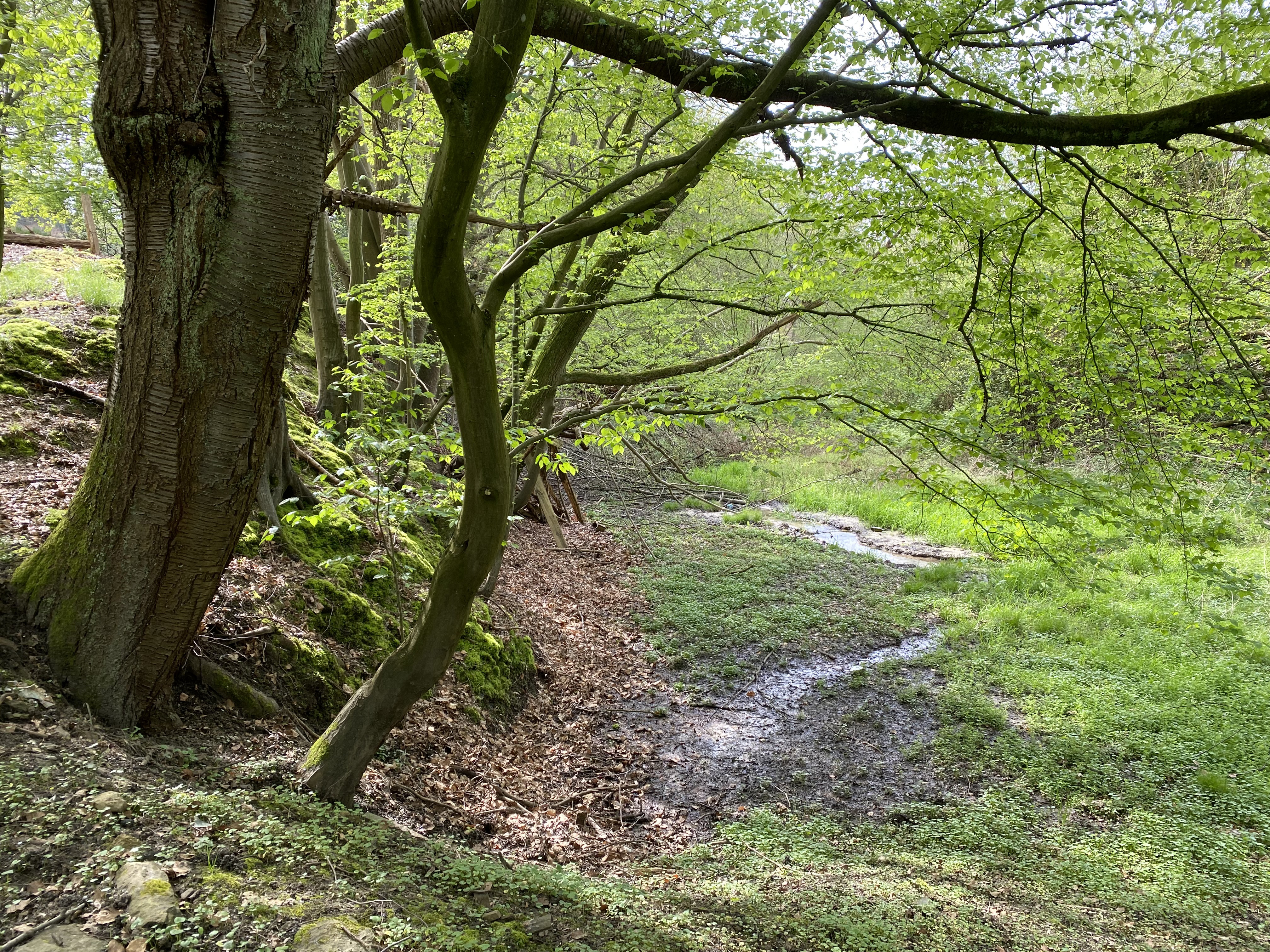
Feuchtbiotop in der Talmulde des Thielenölmühlenbaches
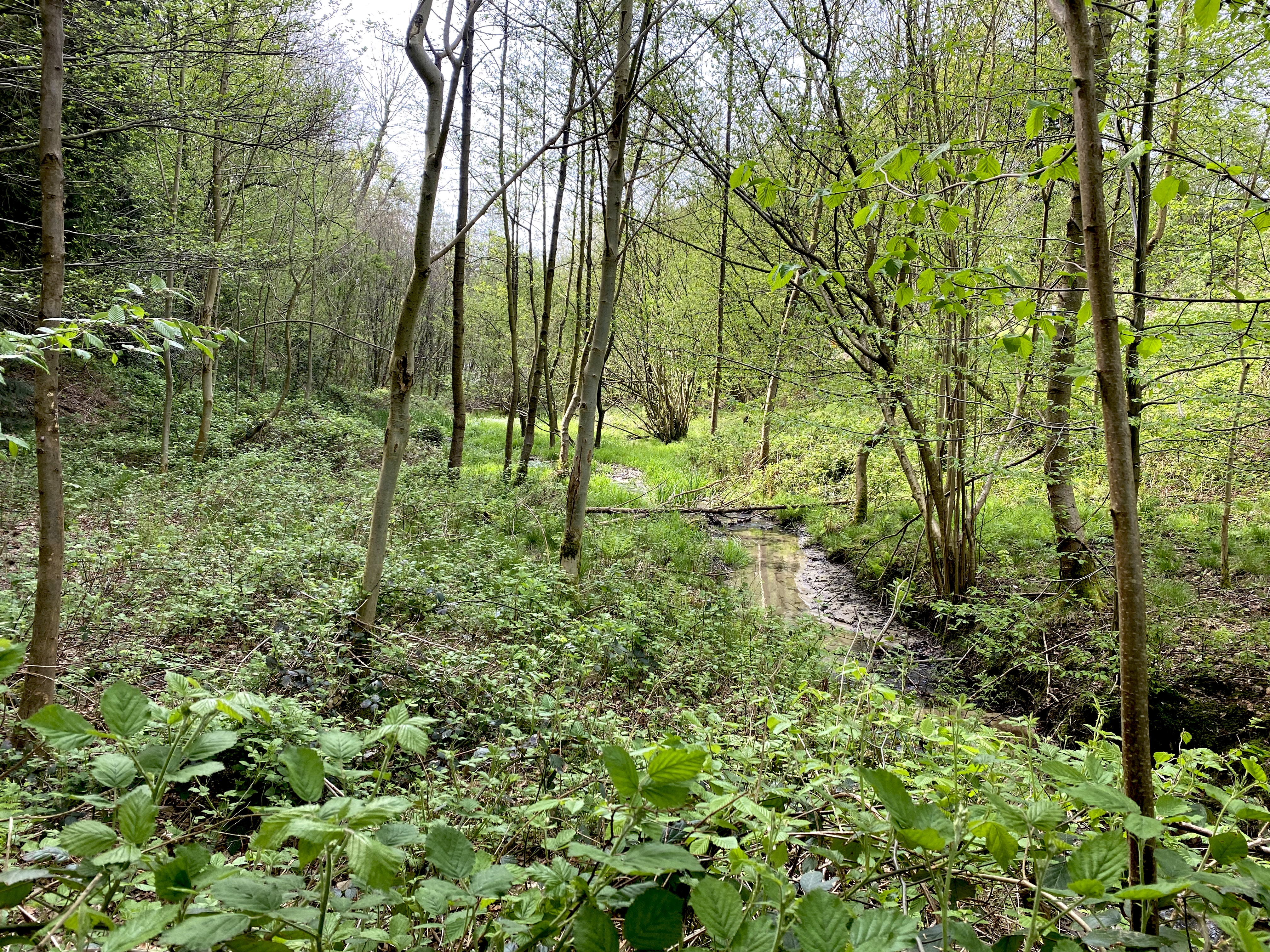
Thielenölmühlenbach durchfließt einen sumpfigen Erlenwald am südl. Ende des NSG